# اصطلاح عامیانه
اصطلاح سخن یا حرفی است که بر غیر از موضوع اصلی خود دلالت کند. به عنوان نمونه در زبان ترکی استانبولی، اصطلاح «باقلا در دهان داشتن» کنایه‌ای از طفره‌رفتن از رُک حرف خود را زدن است.

## انواع کنایه از نظر قریب و بعید
1. اصطلاح قریب:عبارت از این که واسطه‌ای بین معنی حقیقی و مجازی نباشد یا اندک باشد.
2. اصطلاح بعید:آنگاه که واسطه‌ها بین معنی حقیقی و مجازی زیاد باشد

انواع کنایه از نظر شکل:
1. اصطلاح تلویح (۱):در لغت به معنی اشاره به دور است و اصطلاحاً به کنایه‌ای گفته می‌شود که واسطه‌های بین آنها دور و بعید باشد.
2. اصطلاح رمز(۲):کنایه که در آنها واسطه‌ها اندک، اما معنی کنایی چندان آشکار نیست.
3. اصطلاح ایماء(۳):کنایه‌ای که در آن واسطه‌ها اندک و مقصود گوینده از آن روشن باشد.
4. اصطلاح تعریض(۴):کنایه‌ای است که از عرض و آبرو به معنای آبروی کسی را ریختن، رابطه سه جانبه است مثلاً به کسی چیزی بگویی و فرد دیگری منظورت باشد. یعنی به در می‌گویی تا دیوار بشنودبرای مثال: می‌گویی دوست ان است که گیرد دست دوست در پریشانحالی و در ماندگی.

## چند مثال دیگر
- خدمت خواهم رسید
- قدم شما روی چشم
- به امید دیدار
- شما را به خدا می‌سپارم
- دست مریزاد
- زنده باد
- روز خوش
- شب به خیر…
- مثل آب خوردن

## کنایه
در ادبیات فارسی، هرگاه شاعر یا نویسنده نخواهد بیان خود را صریح اعلان بدارد یا در روند خیال‌انگیز کردن و ترغیب کردن خواننده به تفکر و درنگ بیشتر در شعر و نوشته، در بیان یک پدیده، نشانه‌ای از نشانه‌های آن پدیده را به کار برد و غرض از ذکر نشانه، اراده کردن کل پدیده باشد، نوشته دربردارنده کنایه می‌شود. البته در مواقعی شاعر یا نویسنده به جای بکار بردن رابطه نشانه‌ای، رابطه نمونه‌ای را می‌آورد یا به بیان بخشی از عمل پدیده می‌پردازد.
برای پی‌بردن به مفهوم کنایه، خواننده باید معنی معنی را دریابد. در واقع معنی معنی همان چیزی است که امروزه به مفهوم تعبیر می‌شود. برای مثال در این بیت‌ها از سعدی:
| نرفتم به محرومی از هیچ کوی |  | چرا از در حق شوم زرد روی |

| گویند روی سرخ تو سعدی که زرد کرد |  | اکسیر عشق بر مسم افتاد و زر شدم |

در بیت اوّل «روی زرد شدن» در پس معنای ظاهری‌اش زرد شدن رنگ رخسار را می‌رساند و مسبب آن خجل بودن و سرافکندگی از حضور در برابر کسی است و سعدی آن را به کنایه به جای خجل شدن و شرمندگی آورده‌است.
در بیت دوم «روی زرد شدن» در پس معنای ظاهری‌اش ما را به یاد چهره‌های افراد بیمار می‌اندازد که از شدت ضعف و کسالت و تحلیل رفتن قوای جسمانی، رنگ صورت‌شان دگرگون به‌نظر می‌آید و به زردی گرایش دارد، حال شاعر این نشانه مریضی را به جای خود آن به کار برده‌است و مستقیماً آن را اعلام می‌دارد.
در عبارات کنایی دو مفهوم قابل برداشت است؛ اوّلی مفهومی بسیار ساده و ظاهری است که در معنای ظاهر عبارات همگان آن را به سادگی و با تامّل و درنگ کمی درمی‌یابند و دومین مفهوم، مفهومی است که گه‌گاه قدری پیچیده‌تر و ژرف‌تر است و خواننده آن را بر اثر اشراف بر تجارب و آگاهی از برخی علوم و اتّفاقات و با درنگ و تامّل و تفکّری عمیق‌تر درمی‌یابد.
بسیاری از کنایات معمول و متداول در ادب فارسی، از اتّفاقات و رسوم و آیین‌های رایجی که برای اعمالی به کار می‌رفته، منتج شده‌است. آیین‌هایی که گاه امروزه به سبب پیشرفت بشر در علم دیگر کاربردی به آن صورت ندارند یا به دلایلی دیگر آن اعمال ترک و رها شده‌اند و کمتر کسی امروزه به آن‌ها به شکل قدیم عمل می‌کند، یا آیین‌هایی که دوام و قوام خود را همچنان حفظ کرده‌اند و هنوز جایگاهی میان مردم امروزه دارند.
مثال ۱:
| چنین است رسم سرای درشت |  | گهی پشت بر زین و گهی زین به پشت |
|                        |  | فردوسی                          |

در این بیت فردوسی با توجه به آیین مرسوم و فراگیر سوار شدن بر مرکب در آن دوران، انسان‌ها را به مانند سواران اسب پنداشته و مرکب او را به جهان گذران. از این رو به او هشدار می‌دهد که کنترل اسب همیشه دستش نیست و گاهی او به کنترل اسب درمی‌آید و جهان و اتفاقاتش سرنوشت او را رقم می‌زند.
پس فردوسی مفهوم ناپایداری و در حال تغییر بودن اتفاقات روزگار را، با ذکر مصداقی آورده و آرایه کنایه را به زیبایی رقم زده‌است.
مثال ۲:
| سرم به دنیی و عقبی فرو نمی‌آید |  | تبارک الله از این فتنه‌ها که در سر ماست |
|                               |  | حافظ                                   |

حافظ در اینجا بیان می‌دارد که نه به دنیا و مال و منالش سر فرود می‌آورد و نه به پاس رسیدن به بهشت در آخرت و آسایش در آنجا، حاضر است سرش را خم کند؛ حال آیا واقعاً مقصود از فروآمدن سر، صرفاً خمش آن است؟
با کمی تامّل و دقّت به یادمان می‌آید که از گذشته تا به امروز دربرابر فرمان پادشاهان، سایر افراد مطیع وی، باید سرشان را به نشانه تأیید و تسلیم برای وی، فرو می‌آورده‌اند تا به این شکل اوج فرمان‌برداری خود و قدرت شاه را به او و سایرین القا کنند.
حال حافظ این نشانه را از تسلیم شدن گرفته و به جای تسلیم شدن و جذب دنیا و وابستگی‌های مادی آن شدن و همچنین سرسپردن به زهد و تقوا - صرفاً برای رسیدن به بهشت و بهره‌گیری از نعمات مادی آنجا-، فروآوردن سر را به کار برده‌است.
مثال ۳:
| هنوز از لبت شیر بوید همی |  | دلت ناز و شادی بجوید همی |
|                          |  | فردوسی                   |

در این بیت فردوسی با بیان اینکه دهنت بوی شیر می‌دهد، قصد دارد این مقصود را برساند که هنوز بچه و کم سن و سال هستی و بوی شیر دادن دهان اطفال به واسطه اینکه تنها غذایشان در آن دوران شیر است را به عنوان نشانه‌ای آورده‌است برای کوچکی و کم سن و سالی.